# Taxă
Taxa reprezintă acele obligații bănești pe care trebuie să le achite persoanele fizice și juridice pentru diferite prestații efectuate de autoritățile publice și constă în sumele de bani prevăzute de hotărâri sau ordonanțe guvernamentale. 
 Taxa nu este o formă de impozit, pe când acciza este.
Taxarea este văzută ca furt în unele curente de gândire politică cum ar fi libertarianismul de dreapta sau anarho-capitalismul, argumentul fiind că taxele ar fi colectate fără consimțământul/voința celui ce a produs bunurile/serviciile ce sunt taxate, de exemplu dacă o majoritate de 6 indivizi votează, în mod democratic, taxarea unei minorități de 4 indivizi.
În România, taxele și impozitele sunt reglementate prin Codul fiscal, adoptat prin Legea nr. 227/2015, și Codul de procedură fiscală, adoptat prin Legea nr. 207/2015. Aceste acte normative stabilesc cadrul general pentru impozitele directe și indirecte, contribuțiile sociale, precum și procedurile administrative fiscale. Administrarea și colectarea taxelor este realizată de Agenția Națională de Administrare Fiscală (ANAF), sub coordonarea Ministerului Finanțelor. Sistemul fiscal românesc este actualizat frecvent prin ordonanțe sau legi suplimentare pentru a răspunde evoluțiilor economice și sociale.

## Principalele taxe
Principalele taxe sunt:
| - taxa pe valoarea adăugată - taxele vamale - timbru cultural - timbru fiscal - timbrul judiciar și taxele de timbru - taxa pentru certificatul de urbanism - taxa de drum | - taxa asupra mijloacelor de transport - taxa pentru eliberarea certificatelor, avizelor și a autorizațiilor - taxa pentru folosirea mijloacelor de reclamă și publicitate - taxa hotelieră - taxe speciale |